# ボヴォローネ
ボヴォローネ（伊: Bovolone）は、イタリア共和国ヴェネト州ヴェローナ県にある、人口約16,000人の基礎自治体（コムーネ）。

## 地理

### 位置・広がり

#### 隣接コムーネ
隣接するコムーネは以下の通り。
- チェレーア
- コンカマリーゼ
- イーゾラ・デッラ・スカーラ
- イーゾラ・リッツァ
- オッペアーノ
- サリッツォーレ
- サン・ピエトロ・ディ・モルービオ

### 気候分類・地震分類
気候分類では、zona E, 2336 GGに分類される。
また、イタリアの地震リスク階級 (it) では、zona 3 (sismicità bassa) に分類される。

## 姉妹都市
- Stadecken-Elsheim、ドイツ 2000年
- シンナイ、イタリア 2002年

## 出身著名人
- ピエトロ・カウッキオーリ（自転車ロードレース選手）